# Plappeville
Plappeville és un municipi francès, situat al departament del Mosel·la i a la regió del Gran Est. L'any 2007 tenia 2.277 habitants.

## Demografia

### Població
El 2007 la població de fet de Plappeville era de 2.277 persones. Hi havia 856 famílies, de les quals 163 eren unipersonals (53 homes vivint sols i 110 dones vivint soles), 322 parelles sense fills, 339 parelles amb fills i 32 famílies monoparentals amb fills.
La població ha evolucionat segons el següent gràfic:
Habitants censats

### Habitatges
El 2007 hi havia 904 habitatges, 863 eren l'habitatge principal de la família, 4 eren segones residències i 37 estaven desocupats. 729 eren cases i 174 eren apartaments. Dels 863 habitatges principals, 712 estaven ocupats pels seus propietaris, 139 estaven llogats i ocupats pels llogaters i 11 estaven cedits a títol gratuït; 8 tenien una cambra, 24 en tenien dues, 60 en tenien tres, 126 en tenien quatre i 646 en tenien cinc o més. 795 habitatges disposaven pel capbaix d'una plaça de pàrquing. A 337 habitatges hi havia un automòbil i a 485 n'hi havia dos o més.

### Piràmide de població
La piràmide de població per edats i sexe el 2009 era:
| Homes | Edats   | Dones |
| ----- | ------- | ----- |
| 0     | 95 o +  | 0     |
| 0     | 90 a 94 | 0     |
| 0     | 85 a 89 | 12    |
| 12    | 80 a 84 | 24    |
| 32    | 75 a 79 | 40    |
| 32    | 70 a 74 | 24    |
| 64    | 65 a 69 | 60    |
| 48    | 60 a 64 | 80    |
| 60    | 55 a 59 | 64    |
| 112   | 50 a 54 | 84    |
| 136   | 45 a 49 | 164   |
| 72    | 40 a 44 | 108   |
| 56    | 35 a 39 | 72    |
| 68    | 30 a 34 | 60    |
| 52    | 25 a 29 | 56    |
| 80    | 20 a 24 | 60    |
| 80    | 15 a 19 | 108   |
| 112   | 10 a 14 | 108   |
| 68    | 5 a 9   | 44    |
| 52    | 0 a 4   | 52    |

## Economia
El 2007 la població en edat de treballar era de 1.523 persones, 1.089 eren actives i 434 eren inactives. De les 1.089 persones actives 1.041 estaven ocupades (570 homes i 471 dones) i 48 estaven aturades (23 homes i 25 dones). De les 434 persones inactives 117 estaven jubilades, 192 estaven estudiant i 125 estaven classificades com a «altres inactius».

### Ingressos
El 2009 a Plappeville hi havia 841 unitats fiscals que integraven 2.159,5 persones, la mediana anual d'ingressos fiscals per persona era de 27.715 €.

### Activitats econòmiques
Dels 58 establiments que hi havia el 2007, 1 era d'una empresa de fabricació de material elèctric, 1 d'una empresa de fabricació d'altres productes industrials, 13 d'empreses de construcció, 10 d'empreses de comerç i reparació d'automòbils, 1 d'una empresa d'hostatgeria i restauració, 1 d'una empresa d'informació i comunicació, 4 d'empreses financeres, 12 d'empreses immobiliàries, 8 d'empreses de serveis, 5 d'entitats de l'administració pública i 2 d'empreses classificades com a «altres activitats de serveis».
Dels 12 establiments de servei als particulars que hi havia el 2009, 3 eren paletes, 1 guixaire pintor, 2 fusteries, 2 lampisteries, 2 electricistes, 1 restaurant i 1 agència immobiliària.
L'únic establiment comercial que hi havia el 2009 era una botiga de roba.

## Equipaments sanitaris i escolars
El 2009 hi havia 1 escola maternal i 1 escola elemental.

## Poblacions més properes
El següent diagrama mostra les poblacions més properes.